# Enulius bifoveatus
Enulius bifoveatus — вид змій родини полозових (Colubridae). Ендемік Гондурасу.

## Поширення і екологія
Enulius bifoveatus відомі з типової місцевості, розташованої на сході острова Гуанаха в Карибському морі. Вони живуть в соснових лісах, на висоті до 10 м над рівнем моря. Ведуть нічний, наземний спосіб життя.

## Збереження
МСОП класифікує цей вид як такий, що перебуває на межі зникнення. Enulius bifoveatus загрожує знищення природного середовища, зокрема пов'язане з ураганом Мітч 1998 року.